# Die Häupter meiner Lieben (Roman)
Die Häupter meiner Lieben ist der Titel des zweiten Kriminalromans und Bestsellers der deutschen Schriftstellerin Ingrid Noll. Die Originalausgabe erschien 1993 beim Diogenes Verlag.
Im Jahr 1994 wurde Ingrid Noll für den Roman mit dem Friedrich Glauser-Preis ausgezeichnet.
Die gleichnamige Verfilmung entstand 1999 unter der Regie von Hans-Günther Bücking mit Heike Makatsch und Christiane Paul in den Hauptrollen.

## Handlung
Erzählt wird die Geschichte zweier Freundinnen, Cora und Maja, die sich, zuerst in Deutschland, später in der Toskana, gegenseitig bei der Lösung ihrer Probleme in einer von Männern bestimmten Welt helfen. Dabei schrecken die beiden auch nicht vor drastischen Maßnahmen, wie z. B. Mord, zurück.

## Fortsetzung
Im Jahr 2001 erschien unter dem Titel Selige Witwen ein weiterer Roman von Ingrid Noll mit den beiden Protagonistinnen aus Die Häupter meiner Lieben.

## Herkunft des Titels
Die Häupter meiner Lieben ist eine abgewandelte Zeile aus Schillers Glocke.

## Ausgaben
- Ingrid Noll: Die Häupter meiner Lieben. Roman. Diogenes, Zürich 1993, ISBN 3-257-01949-1 / ISBN 978-3-257-06885-6 (2. Auflage 2014) / als Taschenbuch: detebe 22726, 1994, ISBN 978-3-257-22726-0.